# Evidensbaserad medicin
Evidensbaserad medicin (förkortning EBM) eller bevisbaserad medicin är tillämpning av en enhetlig bevisstandard, hämtad från naturvetenskapliga arbetsmetoder, på vissa aspekter av medicinsk vård. Specifikt försöker EBM att mäta bevis relevanta för risk och nytta av behandlingar (inklusive avsaknad av behandling). Enligt Centre for Evidence-Based Medicine: "Evidensbaserad medicin är den samvetsgranna, tydliga och omdömesgilla användningen av bästa tillgängliga bevis för att fatta beslut om vård av individuella patienter."
I patientsäkerhetslagen anges att den som tillhör hälso- och sjukvårdspersonalen skall utföra sitt arbete i överensstämmelse med vetenskap och beprövad erfarenhet, där en föreliggande proposition  säger att författningstexten innebär ett ”både och” – inte ett ”antingen eller”. Rent juridiskt anses således den beprövade erfarenheten vara likställt med empiri.